# Sulluru
Sulluru  es una ciudad censal situada en el distrito de Sri Potti Sriramulu Nellore en el estado de Andhra Pradesh (India). Su población es de 27504 habitantes (2011). Se encuentra a 85 km de Nellore y a 89 km de Chennai. 

## Demografía
Según el censo de 2011 la población de Sulluru era de 27504 habitantes, de los cuales 12955 eran hombres y 14549 eran mujeres. Sulluru tiene una tasa media de alfabetización del 83,64%, superior a la media estatal del 67,02%: la alfabetización masculina es del 88,87%, y la alfabetización femenina del 79,05%.